# Maksym Melnyk
Maksym Melnyk (* 1982 in Uschhorod) ist ein ukrainischer Dokumentarfilmer.
Melnyk arbeitete zunächst als Fernsehjournalist beim Regionalsender von Transkarpatien, bis er in Bratislava (Slowakei) ein Filmregie-Studium begann und im Anschluss ein Masterstudium im Fachbereich Dokumentarfilmregie an der Filmuniversität Konrad Wolf in Potsdam-Babelsberg. Er debütierte mit seinem ersten Dokumentarfilm Drei Frauen beim Dok-Film-Festival in Leipzig im Jahr 2022. Mit Drei Frauen gewann er den Publikumspreis, die goldene Taube. Beim DOK.fest-München war er für den Student Award nominiert.